# Saint-Projet-Saint-Constant
Saint-Projet-Saint-Constant è un comune francese di 1 232 abitanti situato nel dipartimento della Charente, nella regione della Nuova Aquitania.

## Società

### Evoluzione demografica
Abitanti censiti